# Leucothyreus stephanus
Leucothyreus stephanus är en skalbaggsart som beskrevs av Ohaus 1918. Leucothyreus stephanus ingår i släktet Leucothyreus och familjen Rutelidae. Inga underarter finns listade i Catalogue of Life.